# Cataphellia
Cataphellia is een geslacht van zeeanemonen uit de klasse van de Anthozoa (bloemdieren).

## Soort
- Cataphellia brodricii (Gosse, 1859)